# Orden del Mérito para las Ciencias y las Artes
La Orden del Mérito para las Ciencias y las Artes fue creada el 30 de julio de 1873 por el duque Federico I de Anhalt. Fue otorgada para reconocer y premiar aportes excelentes y excepcionales en los campos de la ciencia y el arte.

## Clases de orden
Primero establecida en solo una clase, fue expandida en 1912 para incluir una Primera Clase, Segunda Clase, y Tercera Clase.

## Decoración de la orden
La insignia del primer modelo de 1873–1905 era una medalla de bronce dorada alta, rodeada por veinticuatro rayos puntiagudos. En el centro estaba la letra F (por Friedrich) en escritura gótica y por debajo de la inscripción se leía  "Herzog von Anhalt" (Duque de Anhalt). En la parte posterior estaba la inscripción de cuatro líneas "Für Wissenschaft und Kunst" (Para Ciencia y Arte) encerrado en una corona de laurel superior abierta atada en la parte inferior.
El segundo modelo a partir de 1905-1918 era de bronce chapado en oro o plata para la tercera clase. La medalla en lugar de estar rodeada de rayos, estaba rodeada por una densa corona de laurel. En la parte posterior estaba el escudo de la brigada de armas Anhalt rodeado en el centro por la inscripción "Für Wissenschaft und Kunst" (Para la Ciencia y el Arte).
Originalmente, el orden era usado suspendido de una cinta en el pecho izquierdo. Después en 1905 cuándo la primera clase estuvo hecha más grande,  este fue usado en el cuello de hombres y mujeres como lazo en el hombro izquierdo. La decoración de la segunda y tercera clase eran usados en una cinta en el pecho izquierdo.  La cinta era en tres partes iguales rojo, rojo y verde oscuros, similares a la cinta del Orden de Casa de Albert el Oso.